# (21718) Cheonghapark
(21718) Cheonghapark (1999 RO115) – planetoida z grupy pasa głównego asteroid okrążająca Słońce w ciągu 4,12 lat w średniej odległości 2,57 j.a. Odkryta 9 września 1999 roku.